# Charles Salatka
Charles Alexander K. Salatka (ur. 26 lutego 1918 w Grand Rapids, zm. 17 marca 2003) – amerykański arcybiskup katolicki polskiego pochodzenia. Święcenia kapłańskie przyjął w 1945.
W 1961 mianowany biskupem pomocniczym Grand Rapids i tytularnym biskupem Cariana. Sakry biskupiej udzielił mu kard. Egidio Vagnozzi.
W 1968 został mianowany biskupem ordynariuszem diecezji Marquette w stanie Michigan.
11 października 1977 papież Paweł VI mianował go arcybiskupem Oklahoma City. Funkcję tę pełnił do czasu przejścia na emeryturę 24 listopada 1992.